# Frankie J. Galasso
Frank Jonathan Galasso (Nueva York, 24 de enero de 1985), más conocido como Frankie J. Galasso, es un cantante y actor estadounidense. Es mejor conocido por haber sido miembro de la boy band Dream Street.

## Biografía
Galasso nació como Frank Jonathan Galasso en Nueva York, hijo de Lisa (née Cicero) y Francesco Galasso, y asistió al Salesian High School en New Rochelle, Nueva York, y al Five Towns College en Dix Hills.

## Carrera
La carrera de Galasso comenzó en 1995 cuando interpretó a Mickey Canetti en Hudson Street . En 1997, interpretó el papel de Andrew Kempster en la película Jungle 2 Jungle, además de participar en el musical teatral Oliver!. en el North Shore Music Theatre de Beverly, Massachusetts. Prestó su voz para el papel de Christopher Robin en Pooh's Grand Adventure: The Search for Christopher Robin (1997), A Winnie the Pooh Thanksgiving (1998) y Winnie the Pooh: A Valentine for You (1999).
Dream Street, originalmente llamado 'Boy Wonder' (un nombre tomado del apodo del personaje de cómic Robin de los cómics y películas de Batman), fue creado por los productores musicales Louis Baldonieri y Brian Lukow en 1999. Greg Raposo, junto con Chris Trousdale, ya eran candidatos seguros para las audiciones de Dream Street, ya que eran los miembros originales de 'Boy Wonder'. Después de seleccionar a doscientos chicos, Galasso se unió al grupo junto con Jesse McCartney y Matt Ballinger.
Su álbum debut homónimo fue lanzado el 10 de julio de 2001. Fue certificado Oro en los Estados Unidos por la RIAA, alcanzando el puesto número 1 en la lista de álbumes independientes de Billboard y el número 37 en el Billboard 200 . Las canciones "It Happens Every Time" y "I Say Yeah" se reproducían con frecuencia en Radio Disney. Los chicos pronto hicieron apariciones para actuar en varios programas de entrevistas y eventos televisivos, incluidos Maury y Ricki Lake.
Mientras el éxito de Dream Street iba en aumento, también surgían tensiones entre los productores musicales y los padres de los chicos. Esto dio lugar a una demanda que obligaría a los miembros a disolverse en 2002. El último lanzamiento de Dream Street fue el álbum de la banda sonora de la película de 2002 The Biggest Fan, protagonizada por Trousdale. Galasso también apareció como él mismo en la película.
En 2003, Galasso interpretó a Tommy en la película A Tale of Two Pizzas.
En 2008, Galasso comenzó a grabar nuevas canciones, lanzando su sencillo "Give Me a Reason" el 19 de marzo de 2009.
En 2012, Galasso fue miembro del elenco del Primer Touring Nacional de Jersey Boys. Interpretó a 14 personajes diferentes.
En enero de 2014, Galasso y Alissa Salvatore grabaron una versión de "Say Something".
En septiembre de 2016, Galasso interpretó el Himno Nacional en elEstadio de los Broncos antes de un partido de los Bengals contra los Broncos y en el Coors Field antes de un partido de los Rockies contra los Cardinals.
El 2 de junio de 2020, el excompañero de banda de Galasso en Dream Street, Chris Trousdale, murió en un hospital en Burbank, California, a la edad de 34 años debido a complicaciones de una enfermedad desconocida durante la pandemia de COVID-19 en California. Más tarde se reveló que la COVID-19 fue la principal complicación de la muerte de Trousdale. El 11 de junio de 2020, en lo que sería el cumpleaños número 35 de Trousdale, Galasso y sus antiguos compañeros de banda de Dream Street Greg Raposo, Jesse McCartney y Matt Ballinger se reunieron para una presentación virtual de "It Happens Every Time" para rendir homenaje a Trousdale. Esta sería la primera aparición pública de Dream Street juntos como grupo desde la disolución por las demandas anteriores.
En octubre de 2023, Galasso actuó en una boda en Massapequa, Nueva York, bajo la dirección de Hank Lane Music.

## Vida personal
Galasso ha estado en una relación con la actriz de Broadway Kara Tremel desde el 10 de septiembre de 2012.

## Discografía
Álbumes
- 2001: Dream Street
- 2002: The Biggest Fan

Sencillos
- 2000: It Happens Every Time
- 2001: I Say Yeah
- 2002: With All My Heart

## Filmografía
| Año  | Título                                                   | Papel                            |
| ---- | -------------------------------------------------------- | -------------------------------- |
| 1997 | Jungle 2 Jungle                                          | Andrew Kempster                  |
| 1997 | Pooh's Grand Adventure: The Search for Christopher Robin | Christopher Robin (voz cantante) |
| 1998 | A Winnie the Pooh Thanksgiving                           | Christopher Robin (voz cantante) |
| 1999 | Winnie the Pooh: Seasons of Giving                       | Christopher Robin (voz cantante) |
| 2000 | Sing a Song with Tigger                                  | Christopher Robin (voz cantante) |
| 2000 | Dream Street: It Happens Every Time                      | Frankie J. Galasso               |
| 2003 | A Tale of Two Pizzas                                     | Tommy                            |
| 2005 | The Biggest Fan                                          | Frankie J. Galasso               |

| Año       | Título                             | Papel          |
| --------- | ---------------------------------- | -------------- |
| 1995-1996 | Hudson Street                      | Mickey Canetti |
| 2000      | All My Children                    | Sí mismo       |
| 2001      | Jerry Lewis MDA Labor Day Telethon | Sí mismo       |
| 2001      | Slime Time Live                    | Sí mismo       |